# クレイグ・アーノルド
クレイグ・アーノルド（Craig Arnold, 1967年11月16日 – 2009年4月27日?）は、 アメリカの詩人。彼の最初の詩集「Shells」（1999）は、Yerale Series of Younger PoetsのためにW・S・マーウィンによって選ばれた。彼は多数の賞を受賞しているが、その中には2005 Joseph Brodsky Rome Prize Fellowship in literature、The Amy Lowell Poetry Traveling Fellowship、Alfred Hodder Fellowship、Fulbright Fellowship、NEA fellowship、MacDowell Fellowshipなどがある。

## バイオグラフィー
アーノルドはワイオミング大学で詩を教えた。

### 遭難
2009年4月27日、訪問先の鹿児島県屋久島町の口永良部島で、新岳に向かったまま行方不明となる。27日午後3時頃、地元の人に新岳の登山口に車で送ってもらったが、夜になっても宿泊先の民宿に戻らなかったという。屋久島警察署では山岳遭難の可能性が高いと見て捜索を行ったが、手がかりが発見できないまま、5月5日で捜索を打ち切った。周囲には「火山をテーマにした詩を書くために口永良部島に行く」と語っていたという。

## 参照
1. ↑  http://www.yale.edu/opa/newsr/98-07-28-01.all.html
2. ↑  Poets.org - Poetry, Poems, Bios & More - Other Major Poetry Awards
3. ↑  American Academy in Rome - The Rome Prize - 2005-06 Recipients
4. ↑  Wayweiser Press> The Anthony Hecht Poetry Prize 2006 > Two Poems from Craig Arnold's Made Flesh Followed by a Note on the Author
5. ↑  Wyoming Authors Wiki / Craig Arnold
6. ↑  “米の詩人クレイグ・アーノルドさん、口永良部島で不明”. asahi.com. (2009年5月8日).  オリジナルの2009年5月11日時点におけるアーカイブ。